# Cyril M. Kornbluth

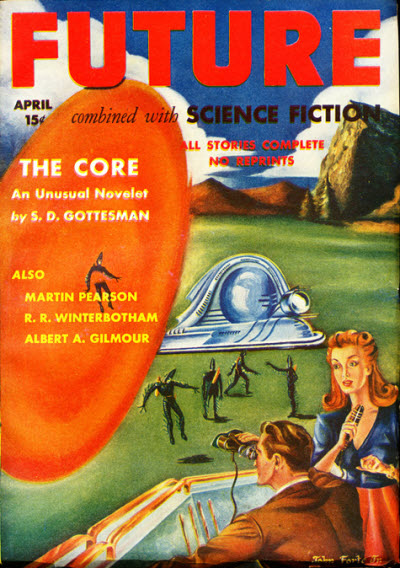
A Future magazin 1942. áprilisi száma, benne Kornbluth The Core című novellájával

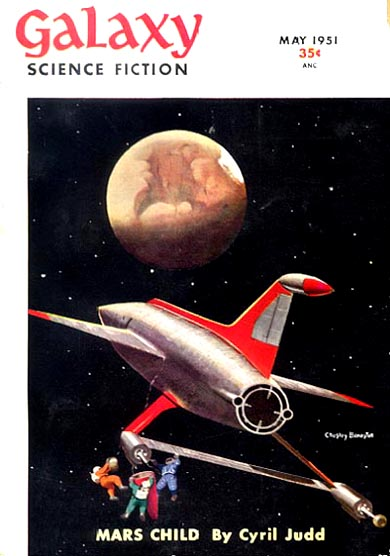
A Mars Child című novella a Galaxy 1951. májusi számában

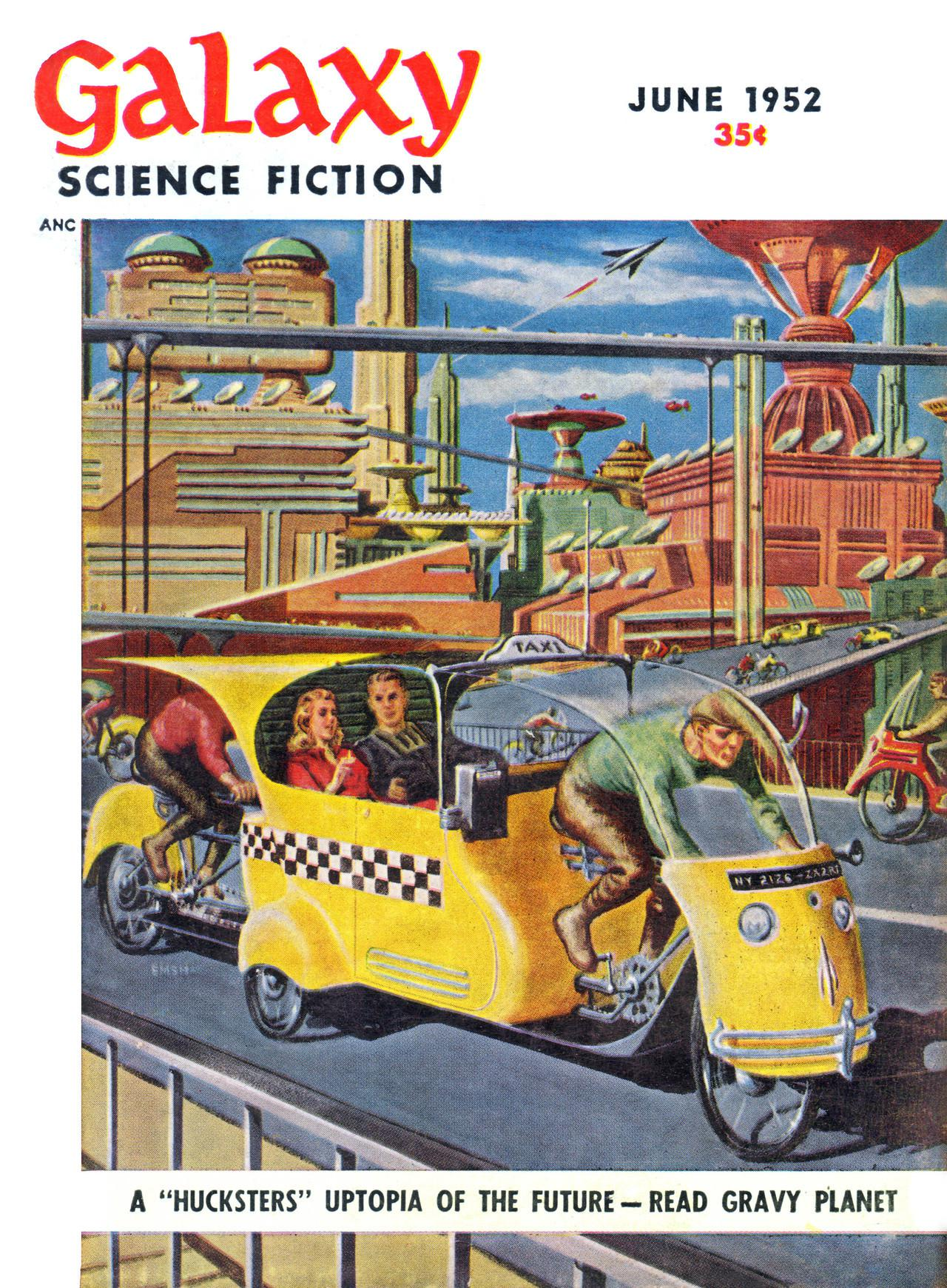
A Gravy Planet című novella a Galaxy 1952. júniusi számában

Cyril M. Kornbluth (New York, 1923. július 2. – Levittown, New York, 1958. március 21.) amerikai tudományos-fantasztikus író.

## Élete
Manhattanban született és nevelkedett, felmenői lengyel bevándorló zsidók voltak. Ő maga egy második generációs amerikai zsidó szabómester fia volt, aki a saját szabóműhelyéből származó jövedelemből tartotta el családját. Özvegye szerint Kornbluth „koraérett gyermek” volt, már háromévesen tudott olvasni, s első történeteit hétéves korában írta. Középiskolai tanulmányait tizenhárom évesen fejezte be, de nem kapott végzettséget igazoló bizonyítványt, mert egy hallgatói sztrájk vezetése miatt kicsapták. Tizenévesen lett tagja a Futurians nevű, a tudományos-fantasztikus irodalomra döntő hatást gyakorló csoportnak. Tagsága ideje alatt barátságot kötött Frederik Pohl-lal, Donald A. Wollheimmel, Robert A. W. Lowndes-szel, valamint későbbi feleségével, Mary Byers-szel. A Fantasy Amateur Press Association-nak szintén tagja volt. A második világháború alatt Európában szolgált. Nehézgéppuskásként részt vett az Ardenneki offenzívában, katonai érdemeiért bronzcsillagot kapott. Leszerelése után a Chicagói Egyetemen szerzett diplomát. Chicagói évei alatt a Trans-Radio Press munkatársaként tevékenykedett. 1951-től teljes idejét az írásnak szentelte, visszatért New York-ba, ahol Frederik Pohl-lal és Judith Merril-lel közösen írt regényeket.

## Munkássága
15 éves korában kezdett komolyabban foglalkozni az írással, első önálló története, a The Rocket of 1955 Richard Wilson Escape nevű fanzinjában jelent meg 1939 augusztusában. Richard Wilsonnak közösen írott, Ivar Towers álnéven kiadott munkája, a Stepsons of Mars az Astonishing Stories 1940. áprilisi számában jelent meg. The Little Black Bag című elbeszéléséből televíziós játék készült a Tales of Tomorrow sorozat számára, e műsor 1952. május 30. került adásba. Ugyanezta  novellát a BBC is feldolgozta 1969-ben, az Out of the Unknown sorozatban. 1970-ben szintén ezt az elbeszélést filmesítette meg Rod Serling a Night Gallery tévésorozatban. A novella főszereplője az alkoholista Burgess Meredith orvos, aki már régen elvesztette orvosi diplomáját, s már hajléktalan lett. Egy orvosi táskát talál, amely a jövőből, 2098-ból érkezett az ő korába. Először megpróbálja eladni a táskát, de végül jó célra használja fel. A novella magyar nyelven is megjelent, a Galaktika 8. számában, 1974-ben, Az orvosi táska címmel.
The Marching Morons (Menetelő maflák, magyarul: Metagalaktika 3., 1982) a távoli jövőben játszódik, ahol az emberiség ötmilliárd idiótából és néhány millió zseniből áll – ez a kisebbség kétségbeesetten próbálkozik azzal, hogy a színfalak mögött működésben tartsa a dolgokat. A The Best of C.M. Kornbluth című antológiához írott előszavában Frederik Pohl megállapítja, hogy a The Marching Morons a The Little Black Bag közvetlen folytatása. Ezt nem könnyű felismerni, mivel az egyik novella a mi jelenünkben játszódik, míg a "maflák" térnyerése már századok óta folyik, s a két történetnek nincs közös szereplője. A címadó "black bag" az első történetben voltaképp egy, a Marching Morons korából érkezett tárgy, egy orvosi táska, tele önmaguktól működő eszközökkel, lehetővé téve egy, a távoli jövőben élő "maflának", hogy orvosost játsszon. Egy jövőbeli, idiótákból álló civilizáció, amelyet egy rejtőzködő zsenikből álló kisebbség védelmez, mint téma felbukkan Kornbluth Pohl-lal közösen írt, Search the Sky című munkájában is. Two Dooms című, 1958-ban megjelent novelláját Mark Rich olyan történetként írja le, amely "az elméleti tudomány etikájával foglalkozik" s "az atomkor erkölcsi kérdéseit fedezi fel". A történet az atomfizikus Edward Royland egy alternatív univerzumba tett utazását meséli el, ahol Japán és a náci Németország uralja a felosztott Egyesült Államokat.
Kornbluth több története is társszerzővel közösen íródott: Judith Merrillel (Cyril Judd álnéven) vagy Frederik Pohl-lal, így leghíresebb munkái, a Gladiator-At-Law és a The Space Merchants is. Ez utóbbi műve jelentősen hozzájárult a sci-fi műfajának széles körű elismeréséhez nem csupán Amerikában, de Európában is. Kornbluth több művet önállóan jegyzett, például a The Syndic-t és a Not This August-ot.

## Halála
34 éves korában hunyt el. Egy Bob Mills-sel előre megbeszélt találkozóra indult New Yorkba, a The Magazine of Fantasy & Science Fiction szerkesztői tisztjéről. El kellett lapátolnia a havat a kocsibeállóról indulás előtt, ezért késésben volt, futott a vonata után, s a pályaudvar peronján halálos szívrohamot kapott. Több rövid története halálával befejezetlenül maradt, ezeket később Frederik Pohl fejezte be és publikálta. Ezek közül a The Meeting (megjelenés: The Magazine of Fantasy & Science Fiction, 1972. november) 1973-ban megosztott Hugo-díjat nyert a legjobb novella kategóriájában.

## Magyarul megjelent művei

### Önálló kötetek
- Frederik Pohl–C. M. Kornbluth: A Venus-üzlet; ford. Vámosi Pál, utószó Kuczka Péter; Kossuth, Bp., 1971 (Fantasztikus sorozat)
- Frederik Pohl–C. M. Kornbluth: Dr. Gladiátor; ford. F. Nagy Piroska; Móra, Bp., 1989 (Galaktika fantasztikus könyvek)

### Novellák
- Az orvosi táska (novella, Galaktika 8., 1974, utánközlés: Galaktika 146., 1992)
- A gyűlés (novella, Frederik Pohllal közösen, Galaktika 19., 1976; utánközlés: Metagalaktika 1., 1978)
- Az idő kalandora (novella, Galaktika 20., 1976)
- Menetelő maflák (novella, Metagalaktika 3., 1982)
- A felderítőhajó (novella, Galaktika 73., 1986)
- Az Agyevő (novella, Galaktika 106., 1989)
- Gomez (novella, Galaktika 117., 1990)
- Eljövetel a 12-es csatornán (novella, Galaktika 228., 2009)
- Az egyetlen, amit megtanulunk (novella, Hipergalaktika 2., 2009)

## Fordítás
- Ez a szócikk részben vagy egészben  a   Cyril M. Kornbluth című angol Wikipédia-szócikk ezen változatának fordításán alapul.  Az eredeti cikk szerkesztőit annak laptörténete sorolja fel. Ez a jelzés csupán a megfogalmazás eredetét és a szerzői jogokat jelzi, nem szolgál a cikkben szereplő információk forrásmegjelöléseként.